# Hypoestes tenuis
Hypoestes tenuis är en akantusväxtart som beskrevs av Merrill. Hypoestes tenuis ingår i släktet Hypoestes och familjen akantusväxter. Inga underarter finns listade i Catalogue of Life.